# 6182 Katygord
6182 Katygord (1987 SC4) là một tiểu hành tinh vành đai chính được phát hiện ngày 21 tháng 9 năm 1987 bởi E. Bowell ở Flagstaff.